# Vampire (canção)
"Vampire" (estilizada em letras minúsculas) é uma canção gravada pela artista estadunidense Olivia Rodrigo, contida em seu  segundo álbum de estúdio, Guts (2023). Rodrigo co-escreveu a canção com seu produtor Dan Nigro. Foi lançada em 30 de junho de 2023 através da Geffen Records, servindo como o primeiro single de Guts. Em termos musicais, é uma canção pop rock, conduzida pelo piano e pela instrumentação de rock, que inclui guitarras elétricas, sintetizadores e bateria programada.
"Vampire" foi recebida de forma positiva por críticos musicais. Comercialmente, a obra obteve um desempenho positivo, atingindo a primeira posição das paradas da Austrália, Canadá, Irlanda, Nova Zelândia e Reino Unido. Nos Estados Unidos, debutou no topo da Billboard Hot 100, tornando-se o terceiro single número um de Rodrigo na parada. Além disso, alcançou o top 10 na Alemanha, Áustria, Filipinas, Grécia, Islândia, Letônia, Luxemburgo, Malásia, Noruega, Países Baixos, Singapura e Vietnã

## Antecedentes
Olivia Rodrigo lançou seu single de estreia, "Drivers License", que ela co-escreveu com o produtor Dan Nigro, com um sucesso inesperado em janeiro de 2021. A Billboard o declarou como um dos singles número um "mais dominantes" na história das paradas musicais dos EUA. Seu álbum de estreia, Sour, foi lançado em maio de 2021 e recebeu aclamação crítica. Ele gerou mais três singles no top dez da parada Billboard Hot 100 dos EUA, incluindo "Good 4 U", que alcançou o primeiro lugar. Em entrevista à Clash, Rodrigo afirmou que seu segundo álbum seria "provavelmente [mais] feliz" que o Sour. Em uma entrevista de fevereiro de 2022, Rodrigo revelou que já tinha decidido um título para seu segundo álbum de estúdio e que tinha algumas faixas prontas para ele. Mais tarde naquele ano, ela confirmou que estava trabalhando em novo material com Nigro, que seria lançado em 2023. Rodrigo elogiou a colaboração com ele. Ela também revelou em abril que estava "tentando fazer o máximo possível" antes de embarcar na Sour Tour (2022). Mais tarde naquele ano, ela confirmou que novo material seria lançado em 2023.
Em 2 de junho de 2023, o site de Rodrigo foi atualizado com um relógio marcando a contagem regressiva até 30 de junho. Em 13 de junho, ela anunciou "Vampire" como o primeiro single de seu próximo segundo álbum de estúdio, revelando a capa e a data de lançamento para 30 de junho. Edições limitadas em vinil de 7" polegadas e CDs single, que incluem uma versão de demonstração da canção, foram disponibilizadas para pré-venda, juntamente com a opção de pré-salvamento nas plataformas de streaming. "Vampire" foi uma colaboração de composição entre ela e Nigro; um comunicado de imprensa foi divulgado simultaneamente com o anúncio, adiantando que a faixa apresentará um som no qual a musicista está totalmente no comando, exalando maturidade e ousadia. Em uma entrevista à Billboard, Rodrigo comparou a faixa à "[sua] versão de uma ópera rock", compartilhando que ela a via como um passo evolutivo enquanto ainda honrava suas raízes de cantora e compositora. Ela explicou que a canção teve origem em uma experiência emocional pessoal, com acordes, melodia e letras fluindo naturalmente, quase como um encontro fora do corpo. Inicialmente concebida como uma balada de piano, Rodrigo e Nigro a transformaram com baterias dinâmicas e mudanças de ritmo, resultando em um hino de desilusão com uma energia propícia para a dança. A canção foi primeiramente composta por Rodrigo ao piano em dezembro de 2022. Ela e Nigro terminaram de escrever e gravar no mês seguinte.
A capa em preto e branco apresenta Rodrigo com "um lábio escuro e curativos roxos em forma de cruz no pescoço", levando Steffanee Wang da Nylon a sugerir que "pode inclinar-se para a atmosfera gótica e sombria do pop". Alguns críticos interpretaram os curativos como indicativos do local onde alguém seria mordido por um vampiro. A capa também faz referência ao pôster do filme de terror de 1968, Dracula Has Risen from the Grave. Em 20 de junho, ela divulgou parte da letra de "Vampire" em suas redes sociais: "How do you lie?". Um trecho de 15 segundos da faixa foi tocado quando os fãs ligaram para a "Sour Heartbreak Hotline" de Rodrigo. Rodrigo colaborou com o YouTube Shorts para lançar o desafio "#vampireOR2" em 30 de junho de 2023, um desafio de internet exclusivo na plataforma.

## Composição
"Vampire" tem uma duração de três minutos e 39 segundos. A canção foi produzida por Nigro, que também cuidou da programação da bateria. Ele toca guitarra, percussão, piano, baixo e sintetizador, enquanto Benjamin Romans toca o piano, Paul Cartwright contribui com viola e violino, Sam Stewart toca guitarra elétrica e Sterling Laws toca a bateria. O estúdio responsável pela gravação foi o Amusement em Los Angeles, e a mixagem ficou a cargo de Serban Ghenea.
"Vampire" é uma canção estilo gótico-pop e pop rock, na tonalidade de Fá maior e um ritmo lento, marcado por 67 batidas por minuto no compasso comum. A faixa começa de maneira suave com um piano, lembrando a abordagem de "Drivers License", conforme descrito por Jason Lipshutz da Billboard. No entanto, ela evolui gradualmente para se tornar um épico pop-rock, repleto de percussão nervosa e vocais dramáticos e emotivos. Nas letras, Rodrigo adota uma linguagem contundente ao se referir a uma pessoa não identificada, usando expressões como "sugador de sangue, devorador de fama, me sugando até secar como um maldito vampiro". Na versão editada da faixa, "devorador de fama" é substituído por "destruidor de sonhos" e "maldito" para "danado". A faixa contém diversas referências a vampiros, incluindo um trecho em que Rodrigo canta "Eu deveria saber que era estranho você só sair à noite". Além disso, a artista relembra como um homem mais velho, com quem ela se relacionou quando era mais jovem, a explorou: "Escolheu a mim, não a ela/Porque garotas da sua idade sabem lidar melhor".
Rodrigo afirmou que havia "muita riqueza de vampiros para explorar" e que encontrou "composição divertida" nisso. Ela também revelou a visão dela e de Nigro para a canção, que era fazer com que ela "[crescesse] o tempo todo" e "[refletisse] a raiva contida que você sente por uma situação".

## Crítica profissional
"Vampire" foi amplamente elogiada pela crítica após o seu lançamento. Laura Snapes, do The Guardian, atribuiu à faixa uma classificação de cinco estrelas e comentou: "O pré-refrão traz uma sensação onírica e tonturante que rapidamente se tornou uma marca registrada de Rodrigo [...] A excepcional 'Vampire' expõe as vulnerabilidades de Rodrigo, reforçando o que está em jogo para as jovens mulheres." O Pitchfork destacou a canção como a "Best New Track", e Quinn Moreland observou que ela evidenciou a "inquestionável química de composição" entre Rodrigo e Nigro: "Há uma lógica emocional serena na estrutura da faixa, [...] mas é o refrão da canção que realmente rouba a cena, mesmo ao se permitir algumas imagens bastante claras". Abby Jones e Jo Vito, do Consequence, consideraram a faixa como um veículo para a performance franca e emocional de Rodrigo, e notaram que "o arranjo se expande para um ritmo energético, similar às faixas mais animadas de Sour", após o segundo verso. Justin Curto, do Vulture, descreveu "Vampire" como uma "performance completa [...] onde cada linha soa cada vez mais emocionalmente", e elogiou a habilidade lírica de Rodrigo por manter "a encantadora especificidade das faixas de Sour, enquanto acrescenta um toque ainda mais perspicaz".

## Vídeo musical
O vídeo musical de acompanhamento de "Vampire" foi filmado em Los Angeles e dirigido por Petra Collins, com quem Rodrigo já havia colaborado nos visuais de seus singles "Good 4 U" e "Brutal" em 2021. No vídeo de "Vampire", são feitas referências aos vampiros de forma sutil. No vídeo, Rodrigo interpreta a faixa em um campo de flores etéreo. À medida que é revelado que na verdade ela está se apresentando em um palco durante uma premiação, é atingida por uma luz que cai do alto. Enquanto a batida intensa ganha velocidade, Rodrigo, que tem um corte profundo no ombro, continua a performance enquanto o sangue escorre por seu rosto e sua roupa branca. Quando seguranças a cercam na tentativa de escoltá-la para fora do palco, ela foge e começa a se sentir emboscada enquanto sai do teatro. Os seguranças continuam a persegui-la pela cidade, o que eventualmente culmina em ela levitar para o céu noturno.

## Apresentação ao vivo
Em 6 de julho de 2023, a primeira apresentação ao vivo de "Vampire" foi publicada no canal de Rodrigo no YouTube.

## Prêmios e indicações
| Ano  | Prêmio                       | Categoria                                   | Resultado | Ref.   |
| ---- | ---------------------------- | ------------------------------------------- | --------- | ------ |
| 2023 | MTV Video Music Awards       | Vídeo do Ano                                | Indicada  | [ 40 ] |
| 2023 | MTV Video Music Awards       | Canção do Ano                               | Indicada  | [ 40 ] |
| 2023 | MTV Video Music Awards       | Melhor Vídeo de Pop                         | Indicada  | [ 40 ] |
| 2023 | MTV Video Music Awards       | Melhor Cinematografia                       | Indicada  | [ 40 ] |
| 2023 | MTV Video Music Awards       | Melhor Edição                               | Venceu    | [ 40 ] |
| 2023 | MTV Video Music Awards       | Canção do Verão                             | Indicada  | [ 40 ] |
| 2023 | MTV Europe Music Awards      | Melhor Canção                               | Indicada  | [ 41 ] |
| 2023 | MTV Europe Music Awards      | Melhor Vídeo                                | Indicada  | [ 41 ] |
| 2023 | NRJ Music Awards             | Vídeo Internacional do Ano                  | Indicada  | [ 42 ] |
| 2023 | MTV Video Music Awards Japan | Melhor Vídeo de Artista Solo: Internacional | Venceu    | [ 43 ] |
| 2023 | Musa Awards                  | Canção Anglo Internacional do Ano           | Indicada  | [ 44 ] |
| 2024 | Grammy Awards                | Gravação do Ano                             | Indicada  | [ 45 ] |
| 2024 | Grammy Awards                | Canção do Ano                               | Indicada  | [ 45 ] |
| 2024 | Grammy Awards                | Melhor Performance Solo de Pop              | Indicada  | [ 45 ] |
| 2024 | People's Choice Awards       | Canção do Ano                               | Venceu    | [ 46 ] |
| 2024 | Brit Awards                  | Canção Internacional do Ano                 | Indicada  | [ 47 ] |
| 2024 | iHeartRadio Music Awards     | Canção do Ano                               | Indicada  | [ 48 ] |
| 2024 | iHeartRadio Music Awards     | Canção Pop do Ano                           | Indicada  | [ 48 ] |
| 2024 | iHeartRadio Music Awards     | Melhor Videoclipe                           | Indicada  | [ 48 ] |
| 2024 | iHeartRadio Music Awards     | Melhor Letra                                | Indicada  | [ 48 ] |

## Faixas e formatos
| Download digital / streaming |           |         |  |
| N.º                          | Título    | Duração |  |
| 1.                           | "Vampire" | 3:39    |  |

| CD single / vinil de 7" polegadas |                        |         |  |
| N.º                               | Título                 | Duração |  |
| 1.                                | "Vampire"              | 3:39    |  |
| 2.                                | "Vampire" (first demo) |         |  |

| Fita cassete do Reino Unido |           |         |  |
| N.º                         | Título    | Duração |  |
| 1.                          | "Vampire" | 3:39    |  |

## Desempenho comercial

### Paradas semanais
| Parada (2023)                                 | Maior posição |
| --------------------------------------------- | ------------- |
| África do Sul (Billboard)                     | 24            |
| Alemanha (Offizielle Deutsche Charts)         | 10            |
| Austrália (ARIA)                              | 1             |
| Áustria (Ö3 Austria Top 75)                   | 8             |
| Bélgica (Ultratop 50 da Valônia)              | 12            |
| Bélgica (Ultratop 50 de Flandres)             | 31            |
| Canadá (Canadian Hot 100)                     | 1             |
| Canadá (Billboard Hot AC)                     | 10            |
| Canadá (Billboard CHR/Top 40)                 | 3             |
| Coreia do Sul (Circle)                        | 177           |
| Dinamarca (Hitlisten)                         | 30            |
| Eslováquia (Rádio – Top 100)                  | 73            |
| Eslováquia (Singles Digitál Top 100)          | 24            |
| Estados Unidos (Billboard Hot 100)            | 1             |
| Estados Unidos (Billboard Adult Contemporary) | 20            |
| Estados Unidos (Billboard Adult Top 40)       | 7             |
| Estados Unidos (Billboard Mainstream Top 40)  | 2             |
| Filipinas (Billboard)                         | 5             |
| Finlândia (Suomen virallinen lista)           | 37            |
| França (SNEP)                                 | 45            |
| Grécia (IFPI)                                 | 3             |
| Hong Kong (Billboard)                         | 15            |
| Hungria (Single Top 40)                       | 14            |
| Irlanda (IRMA)                                | 1             |
| Islândia (Plötutíðindi)                       | 9             |
| Israel (Media Forest)                         | 1             |
| Itália (FIMI)                                 | 70            |
| Japão (Billboard Japan Hot Overseas)          | 1             |
| Letónia (LAIPA)                               | 9             |
| Líbano (Lebanese Top 20)                      | 5             |
| Lituânia (AGATA)                              | 19            |
| Luxemburgo (Billboard)                        | 10            |
| Malásia (Billboard)                           | 5             |
| Malásia (RIM)                                 | 2             |
| MENA (IFPI)                                   | 16            |
| Mundo (Billboard Global 200)                  | 1             |
| Nigeria (TurnTable Top 100)                   | 64            |
| Noruega (VG-lista)                            | 10            |
| Nova Zelândia (Recorded Music NZ)             | 1             |
| Países Baixos (Dutch Top 40)                  | 14            |
| Países Baixos (Single Top 100)                | 7             |
| Polônia (Polish Streaming Top 100)            | 22            |
| Portugal (AFP)                                | 7             |
| Reino Unido (UK Singles Chart)                | 2             |
| República Checa (Rádio - Top 100)             | 47            |
| República Checa (Singles Digitál Top 100)     | 23            |
| Singapura (RIAS)                              | 3             |
| Suécia (Sverigetopplistan)                    | 23            |
| Suíça (Schweizer Hitparade)                   | 15            |
| Vietnã (Vietnam Hot 100)                      | 3             |

## Certificações
| Região                                                        | Certificação | Vendas   |
| ------------------------------------------------------------- | ------------ | -------- |
| Canadá (Music Canada)                                         | Platina      | 80 000‡  |
| Reino Unido (BPI)                                             | Prata        | 200 000‡ |
| ‡vendas+valores de streaming baseados somente na certificação |              |          |

## Histórico de lançamento
| Região      | Data                  | Formato(s)                                                 | Gravadora(s) | Ref.    |
| ----------- | --------------------- | ---------------------------------------------------------- | ------------ | ------- |
| Várias      | 30 de junho de 2023   | CD single download digital streaming vinil de 7" polegadas | Geffen       | [ 49 ]  |
| Itália      | 7 de julho de 2023    | Radio airplay                                              | Universal    | [ 103 ] |
| Reino Unido | 8 de setembro de 2023 | Cassete                                                    | Polydor      | [ 50 ]  |